# Vicejefe del Estado Mayor de la Fuerza Aérea de los Estados Unidos

Bandera

El vicejefe del Estado Mayor de la Fuerza Aérea de los Estados Unidos (en inglés: Vice Chief of Staff of the United States Air Force) es el segundo jefe de esta rama militar y miembro del Joint Requirements Oversight Council.
El general David W. Allvin es el 40.º vicejefe, actualmente en el cargo desde 2020.